# 迪肯斯峰
72°8′S 99°19′W / 72.133°S 99.317°W
迪肯斯峰（英語：Dickens Peak），是南極洲的山峰，位於埃爾斯沃思地，處於瑟斯頓島中北部，由美國南極名稱諮詢委員命名，現時由南極條約體系管理。